# Anua ochracescens
Anua ochracescens är en fjärilsart som beskrevs av Embrik Strand 1913. Anua ochracescens ingår i släktet Anua och familjen nattflyn. Inga underarter finns listade i Catalogue of Life.